# Cammin (Rostock)
Cammin é um município da Alemanha, situado no distrito de Rostock, no estado de Mecklemburgo-Pomerânia Ocidental. Tem 32,15 km² de área, e sua população em 2019 foi estimada em 775 habitantes.